# Chirolophinae
Die Chirolophinae sind eine Unterfamilie aus der Fischfamilie der Stachelrücken (Stichaeidae) in der Teilordnung der Aalmutterverwandten (Zoarcales). Alle zwölf Arten der Gruppe sind bodenbewohnende Meeresfische, die in den kühlen Gewässern des nördlichen Pazifiks vorkommen.

## Merkmale
Der Körper der Chirolophinae ist langgestreckt und mit kleinen Schuppen bedeckt während der Kopf schuppenlos ist. Kopf, Vorderkörper und die ersten Flossenstrahlen der Rückenflosse können Hautlappen oder sonstige Hautauswüchse aufweisen. Die Afterflosse besitzt an ihrem Beginn einen schwach entwickelten Flossenstachel. Die relativ großen Brustflossen werden von 13 bis 15 Flossenstrahlen gestützt, die Bauchflossen von einem Stachel und 2 bis 4 Flossenstrahlen. Die Anzahl der Wirbel liegt bei 57 bis 71. Die Anzahl der Branchiostegalstrahlen liegt bei sechs. Das Seitenliniensystem des Rumpfes besteht aus einer dorsalen und einer mediolateralen Neuromastenreihe. Die Chirolophinae werden 12 bis 55 cm lang. 
Über die Lebensweise der Chirolophinae ist so gut wie nichts bekannt.

## Gattungen und Arten

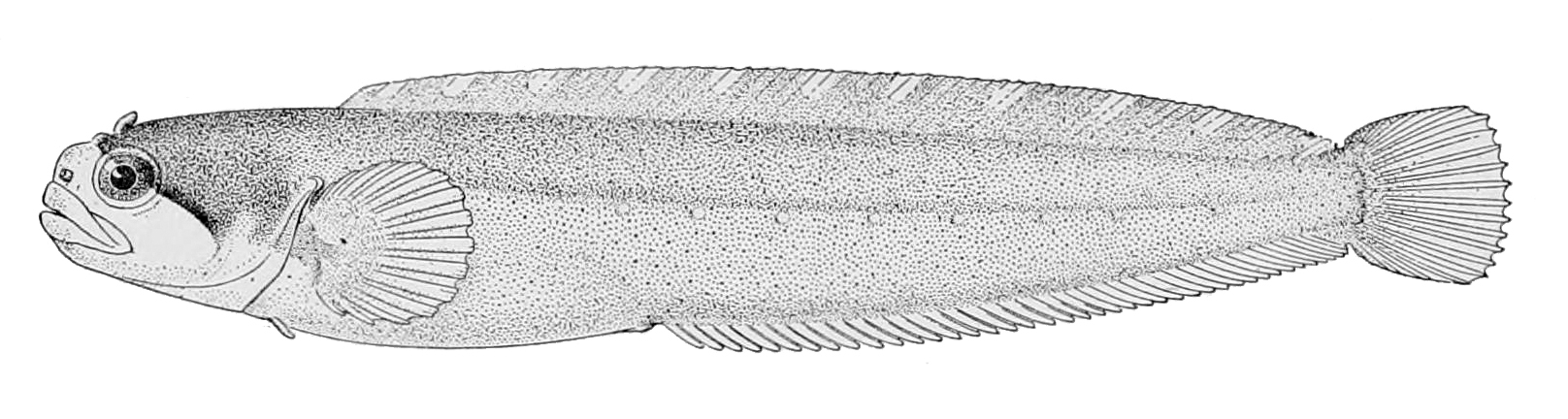
Gymnoclinus cristulatus

- Gattung Bryozoichthys
  - Bryozoichthys lysimus
  - Bryozoichthys marjorius
- Gattung Chirolophis
  - Chirolophis ascanii
  - Chirolophis decoratus
  - Chirolophis japonicus
  - Chirolophis nugator
  - Chirolophis saitone
  - Chirolophis snyderi
  - Chirolophis tarsodes
  - Chirolophis wui
- Gattung Gymnoclinus
  - Gymnoclinus cristulatus
- Gattung Soldatovia
  - Soldatovia polyactocephala